# Akrotatosz spártai király
Akrotatosz (görög betűkkel: Ἀκρότατος, Kr. e. 4. század – i. e. 262) spártai király, I. Areusz spártai király fia. Nagy hírnévre tett szert mikor Kr. e. 272-ben Spárta védelmét irányította I. Pürrhosz épeiroszi király ellenében. Rövid uralkodása alatt minden erejével a makedón terjeszkedés ellen küzdött. Amikor a makedónbarát Arisztodamosz, Megalopolisz türannosza az árkádiai szövetség élére került, Akrotatosz Megalopoliszra támadt. Ott esett el Kr. e. 262-Kr. e. 260 körül.

## Lásd még
- Spárta királyainak listája